# ACARS

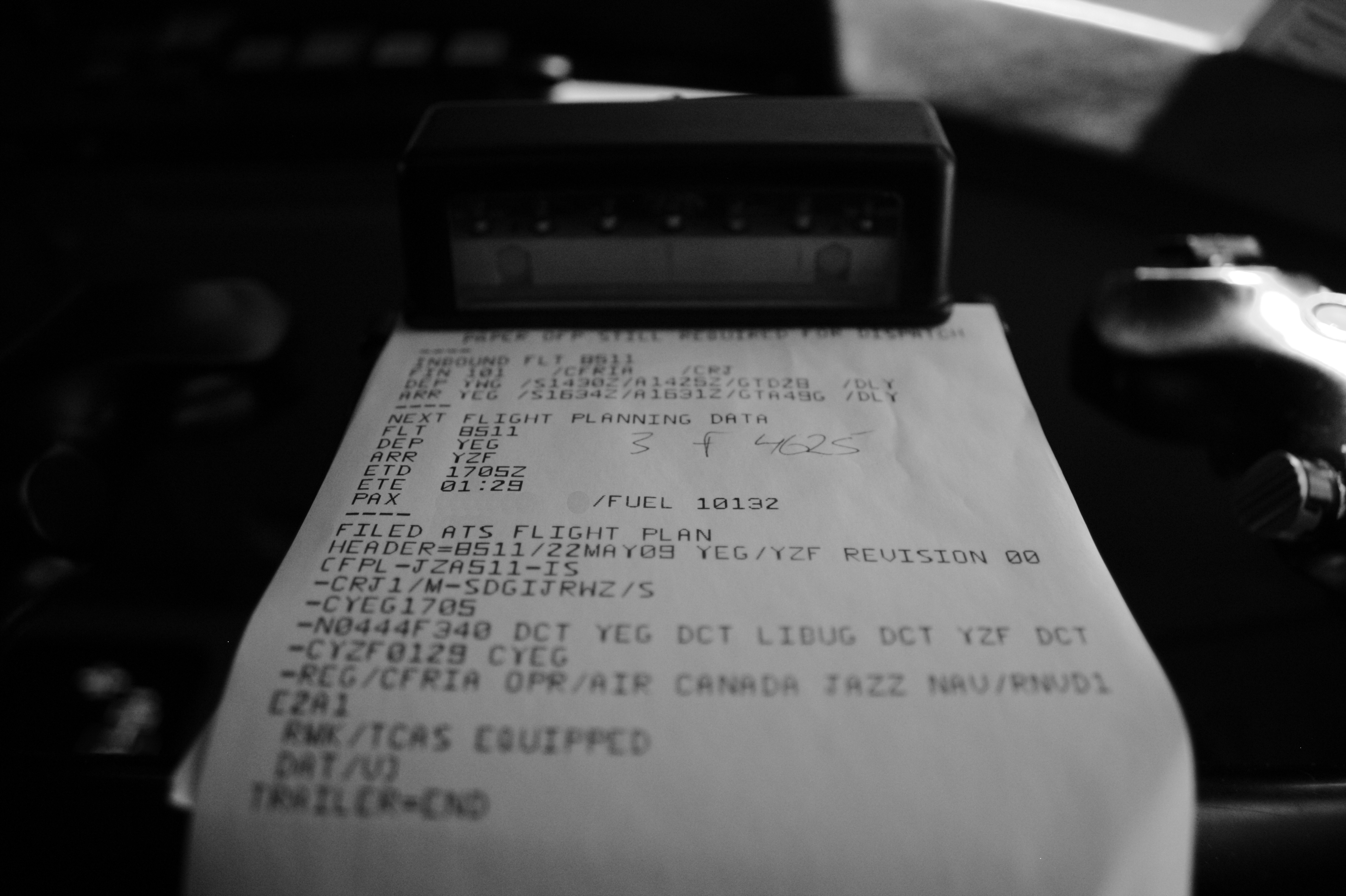
Příklad zprávy ACARS

Aircraft Communications Addressing and Reporting System (zkráceně ACARS) je digitální datový okruh pro přenos krátkých zpráv mezi letadly a pozemními stanicemi pomocí rádiových vln (Airband) nebo satelitu. Protokol byl navržen společností ARINC (Aeronautical Radio Incorporated) a spuštěn v roce 1978 ve formátu Telex. Více rozhlasových stanic ACARS následně přidala IT společnost SITA.